# Cartolo (Ort)
Cartolo (Kartolo) ist eine osttimoresische Siedlung im Suco Horai-Quic (Verwaltungsamt Maubisse, Gemeinde Ainaro). Der Ort liegt im Norden der Aldeia Cartolo, auf einer Meereshöhe von 1591 m. Die Überlandstraße von Maubisse nach Ainaro führt östlich an dem Ort vorbei. In den Ort, dessen Gebäude verstreut im Norden der Aldeia liegen, führen keine Straßen.